# Maison de la famille Jeftić
La maison de la famille Jeftić (en serbe cyrillique : Кућа породице Јефтић ; en serbe latin : Kuća porodice Jeftić) est située à Šiljakovac, en Serbie, dans la municipalité de Barajevo et sur le territoire de la ville de Belgrade. Construite dans les années 1830, elle est inscrite sur la liste des monuments culturels protégés de la république de Serbie (identifiant no SK 979) et sur la liste des biens culturels de la ville de Belgrade.

## Présentation

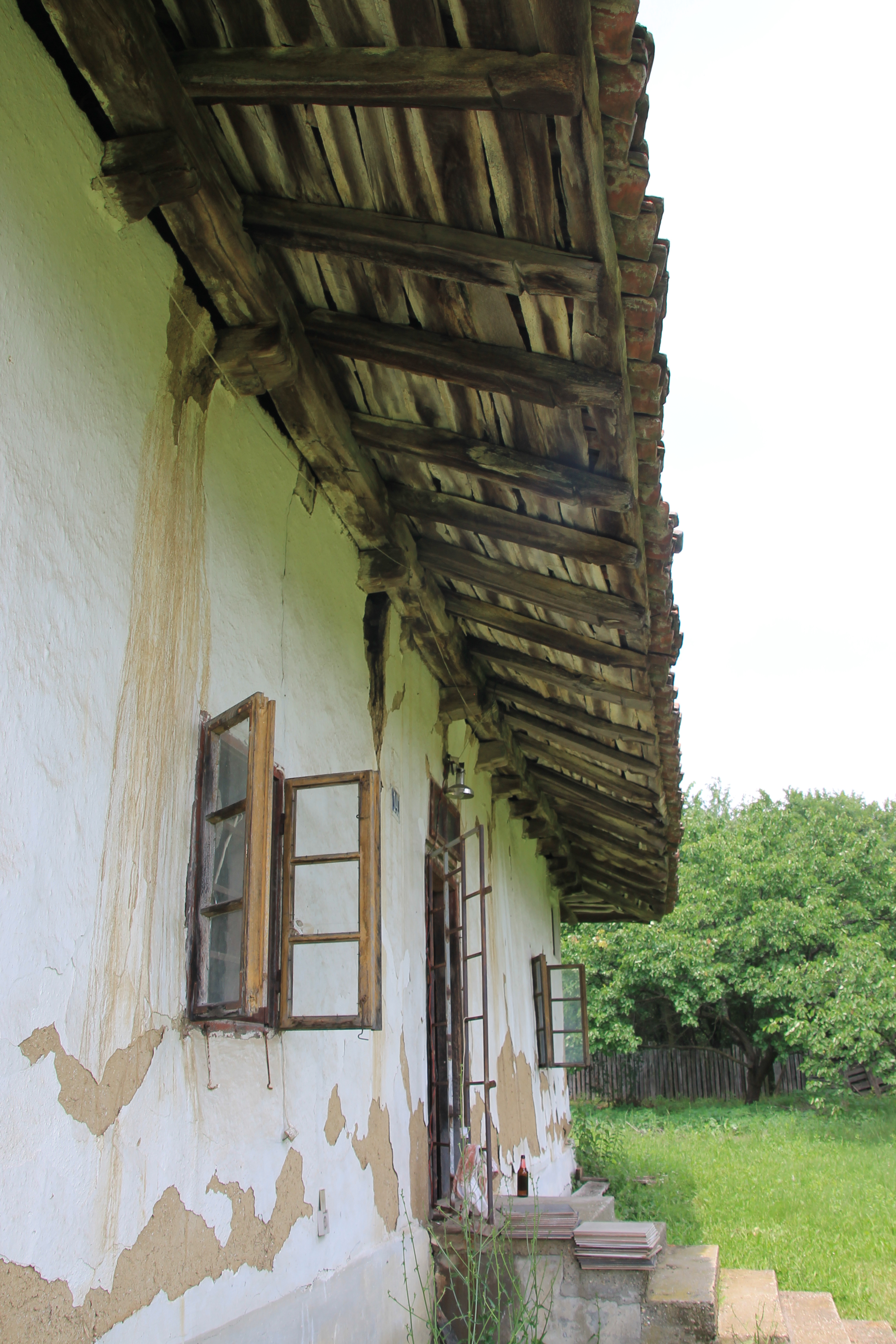
Détail.

La maison de la famille Jeftić a été construite dans les années 1830 et est caractéristique des maisons familiales de cette époque en Serbie. De plan rectangulaire, elle est constituée d'un rez-de-chaussée surmonté d'un toit en tuiles à quatre pans. Sa structure en bois est remplie de torchis. La maison possède six pièces.